# QED 〜ventus〜 熊野の残照
『QED 〜ventus〜 熊野の残照』（キューイーディー ヴェンタス くまののざんしょう）は、高田崇史による推理小説。QEDシリーズの第10作である。

## 出版履歴
- 2005年：講談社ノベルス、ISBN 4-06-182440-6
- 2008年：講談社文庫、ISBN 978-4-06-276171-0

## あらすじ
平成8年11月、学薬の旅行で、故郷・熊野を訪れた、神山禮子。熊野に秘められた謎とは?

## 登場人物
桑原 崇（くわばら たかし）
通称、タタル。萬冶漢方（漢方薬局）勤務の薬剤師。熊野三山の正しい巡り方を主張し、学薬の旅行の行程を変更させた。
棚旗 奈々（たなはた なな）
ホワイト薬局勤務の薬剤師。学薬の旅行に参加。
小松崎　良平（こまつざき　りょうへい）
通称「熊つ崎」。ジャーナリスト。和歌山で起きた殺人事件の取材で和歌山を訪れるついでに、学薬の旅行に来ていた崇たちに合流する。
棚旗 沙織（たなはた さおり）
奈々の妹。私大文学部卒業後、現在は出版関係会社に勤務。城フリーク。小松崎のスケジュールを勝手に調整して熊野に同行し、崇たちに合流。
神山 禮子（みわやま れいこ）
薬剤師。熊野の出身だが、訳あって故郷を捨てる。今回の物語の語り部になる。